# Patentinformationszentrum
Die bundesweit rund 20 Patentinformationszentren (PIZ) sind deutsche Dienstleistungseinrichtungen in Angelegenheiten der gewerblichen Schutzrechte. Sie sind anerkannte Kooperationspartner des Deutschen Patent- und Markenamtes (DPMA) und Mitglieder im europäischen PATLIB-Netzwerk.
Bereits 1992 haben sich die Deutschen Patentinformationszentren zur „Arbeitsgemeinschaft Deutscher Patentinformationszentren e. V.“ zusammengeschlossen. Der Verein agiert heute unter dem Namen PIZnet.

## Tätigkeit
In jedem Bundesland ist mindestens ein Patentinformationszentrum zu finden (Ausnahme Brandenburg). Einzelne Patentzentren können auf eine lange Tradition zurückblicken. So ist beispielsweise das Patentinformationszentrum an der TU Chemnitz bereits im Jahre 1878 entstanden.
Ihre Aufgabe besteht im Wesentlichen darin, der Öffentlichkeit umfassende Informationen zum gewerblichen Rechtsschutz zu bieten. Somit gewähren Patentinformationszentren jedem die Möglichkeit, ganz in der Nähe Informationen zu gewerblichen Schutzrechten zu erhalten. Die Zentren zeigen den Weg von der Idee bis zum Schutzrecht auf. Um dieser Aufgabe nachzukommen, führen sie Patentrecherchen und Patentüberwachungen durch. Des Weiteren gehören kostenlose Erfindererstberatungen durch Patentanwälte, die von der Patentanwaltskammer angeboten und von den Patentinformationszentren organisiert werden, dazu. Außerdem werden Veranstaltungen, Schulungen und Seminare rund um die Themen des gewerblichen Rechtsschutzes angeboten.
Nach § 34 Patentgesetz können Schutzrechtsanmeldungen auch bei Patentinformationszentren eingereicht werden, die vom Bundesministerium der Justiz und für Verbraucherschutz im Bundesanzeiger dazu bestimmt sind. Dies sind derzeit die Patentinformationszentren u. a. in Aachen, Bremen, Chemnitz, Dortmund, Dresden, Hamburg, Ilmenau, Kaiserslautern, Nürnberg, Saarbrücken und Stuttgart. Bei diesen Patentinformationszentren können auch europäische und internationale Patentanmeldungen eingereicht werden, die für das DPMA bestimmt sind. Die Patentinformationszentren agieren also auch als sogenannte Annahmestellen. Sie nehmen die Anmeldungen nur entgegen, dokumentieren den Eingangstag und leiten die Anmeldungen an das DPMA weiter. Als Anmeldetag wird der Tag des Eingangs beim Patentinformationszentrum anerkannt.
Schutzrechte sichern jedoch nicht nur Rechte der Anmelder, sondern sie sind auch eine einzigartige Informationsquelle, die einen umfassenden Überblick über den Stand der Technik und die Marktaktivitäten von Wettbewerbern gibt. Der Zwang zur Offenlegung der Erfindung schafft einen beispiellosen Informationsschatz, den jeder nutzen kann. Denn nach 18 Monaten wird eine Erfindung der Öffentlichkeit über die verschiedensten Datenbanken zugänglich gemacht.
In Bezug auf diese Informationsquellen bieten die PIZ eine individuelle Unterstützung bei Recherchen, die teilweise auch online möglich ist. Weiterhin offerieren sie kostenpflichtige Auftragsrecherchen.
Den Kunden werden weitere Dienstleistungen zur Unterstützung eines optimalen Schutzrechtsmanagements, wie Patentbewertung, Patentverwertung und Organisation der Schutzrechtsarbeit in den Unternehmen angeboten.
Hauptanliegen der PIZ ist also eine neutrale Unterstützung für Unternehmen, Hochschulen, Forschungseinrichtungen und Einzelerfinder in allen Belangen des gewerblichen Rechtsschutzes, dabei wird Verschwiegenheit und Geheimhaltung garantiert. In ihren Regionen sensibilisieren die PIZ eine breite Öffentlichkeit für Patente, Gebrauchsmuster, Marken und Geschmacksmuster und stärken so die Innovationskraft in der Wirtschaft und der Wissenschaft.